# یواس‌اس ادیت (۱۸۴۹)
یواس‌اس ادیت (۱۸۴۹) (به انگلیسی: USS Edith (1849)) یک کشتی بود که طول آن ۱۲۰ فوت (۳۷ متر) بود.

## سرنوشت
کشتی یواس اس ادیت در ۲۳ اوت ۱۸۴۹ از سوسالیتو، کالیفرنیا به مقصد سانتا باربارا، کالیفرنیا حرکت کرد، اما با مه غلیظی مواجه شد که مشاهده دقیق را غیرممکن ساخت. در صبح روز ۲۴ اوت، این کشتی در بخشی غیرمسکونی از ساحل به گل نشست و از بین رفت. دادگاه تحقیقاتی که در ژانویه ۱۸۵۰ برگزار شد، فرمانده و خدمه کشتی را از هرگونه تقصیر تبرئه کرد.